# Lingadaveeranahalli, Koratagere
Lingadaveeranahalli là một làng thuộc tehsil Koratagere, huyện Tumkur, bang Karnataka, Ấn Độ.